# Normal superior

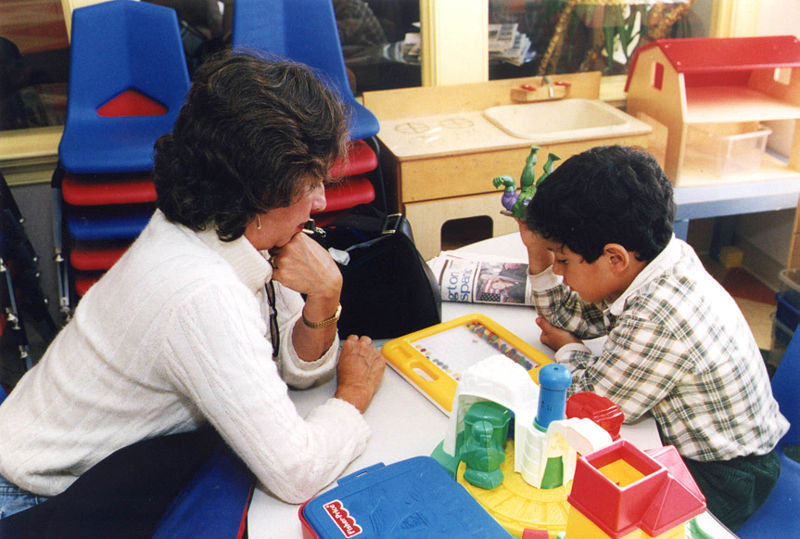
Atuação nas fases inicias da educação.

Normal Superior é uma graduação de Licenciatura Plena que foi criado no Brasil pela Lei de Diretrizes e Bases da Educação Nacional (LDB 9.394/96) para formar os profissionais da Educação Básica em nível superior (ideia do educador Anísio Teixeira) Artigos 61, 62 e 63. Ao criar o Curso Normal Superior, criou-se também os Institutos Superiores de Educação. O primeiro curso Normal Superior público do país foi criado no Instituto Superior de Educação do Rio de Janeiro (ISERJ) em 1998.
Disciplinas sobre modalidades de ensino e diversidade
- Educação Especial
- Literatura Infanto-Juvenil
- Educação Ambiental
- Informática na Educação
- Tecnologia social
- Engenharia Social
- Arte e Educação
- Ética e Cidadania
- Linguística Aplicada à Educação
- Política e Planejamento Educacional[2]

Ciências de suporte ao projeto político-pedagógico
- Psicologia
- Sociologia
- Biologia
- Geografia
- Matemática
- Português e Literatura
- Direito ( parte que trata do Direito educacional)
- Filosofia
- Antropologia
- Ciência política[3]